# Akademisches Kunstmuseum
L'Akademisches Kunstmuseum est un musée d'art situé à Bonn, en Allemagne. C'est le plus ancien musée de Bonn et abrite la collection d'antiquités de l'université de Bonn avec plus de 500 statues et reliefs antiques et plus de 2 000 originaux. Il est localisé dans un bâtiment néoclassique à l'extrémité sud du Hofgarten, près du palais électoral.

## Annexe